# 國立清華大學學習資源中心
國立清華大學學習資源中心，別名旺宏館，位在中華民國新竹市東區國立清華大學校本部北校區的現代主義建築，由羅興華建築師事務所設計，分為前後兩棟，樓高4至7層、地下1層，造價約新台幣9.953億元。學習資源中心前棟為國際會議廳，後棟為國立清華大學圖書館總館的所在地。

## 歷史

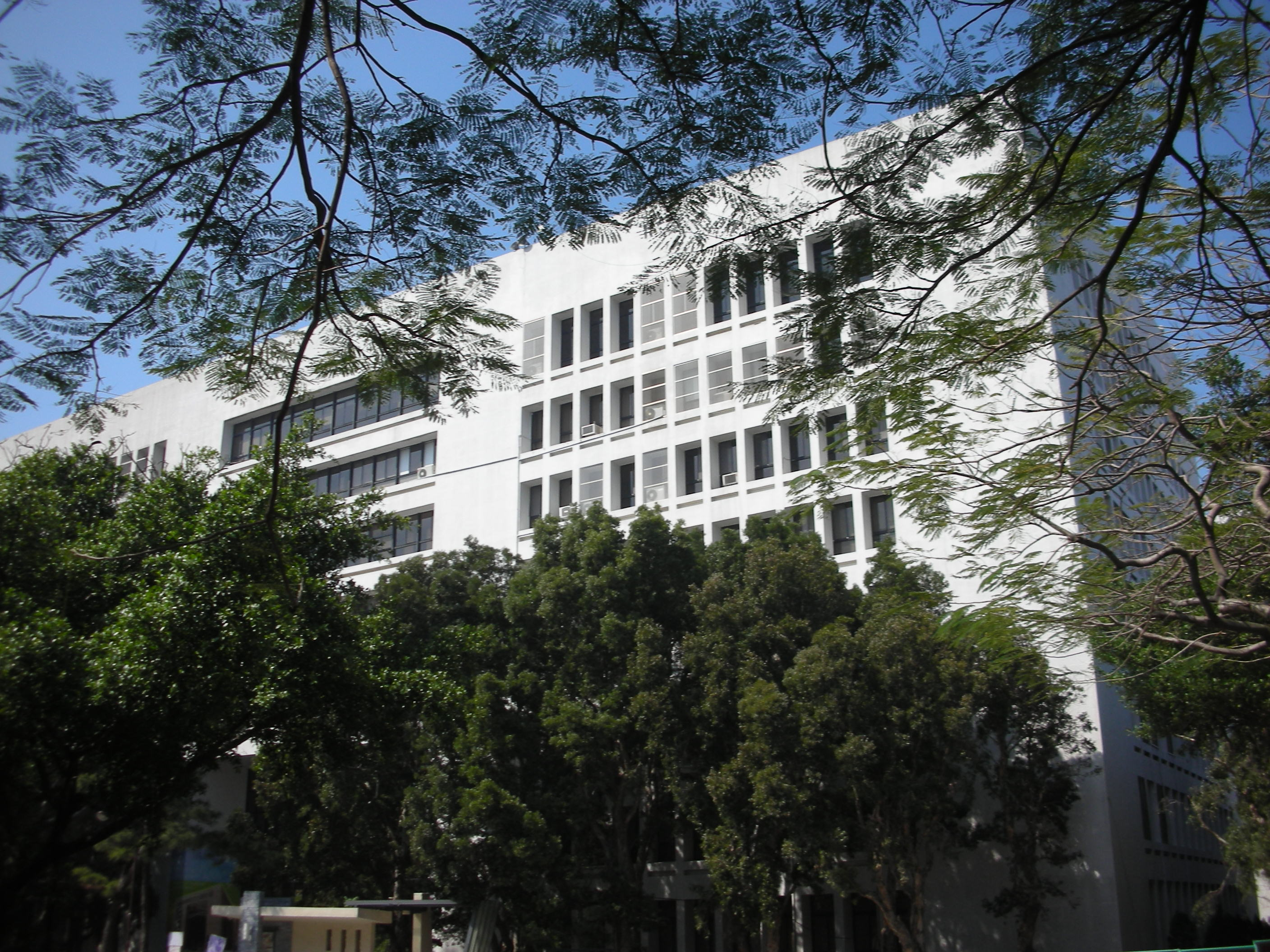
國立清華大學圖書館總館於學習資源中心啟用前設於第二綜合大樓。

國立清華大學於1955年在台復校後學校規模逐步擴張，自1957年於最早落成之校舍——行政大樓2樓復設圖書館後，國立清華大學圖書館總館幾經搬遷，先自1968年啟用樓高3層的獨立館舍紅樓，次於1985年遷入逢落成之第二綜合大樓；期間國立清華大學師生人數亦快速增長，始自1985年3,000餘人，至1995年已達6,000餘人。國立清華大學圖書館雖陸續設立人文社會、物理、數學分館，仍面臨資源分散、無法滿足現代化需要、館舍與藏書空間不足及建築結構、供電系統問題。該校校長劉炯朗遂於2000年指示列新建圖書館工程為重點計畫，並納入「中長程校務發展計畫」，展開學習資源中心的籌建。:1、4、11、13~15:6
2000年10月，國立清華大學圖書館委員會通過《圖書館新館工程計畫構想書》，並組成由副校長陳信雄主持的「圖書館新館籌建委員會」，於2000年11月8日召開首次會議提議拆除小吃部及明齋、平齋、善齋等4座校舍，作圖書館新館工程基地之用，獲校務發展委員會12月19日召開會議通過選址，續於2001年1月16日首度提送工程計畫構想書至教育部審查。2001年9月28日時並提出以學習為主體的「學習資源中心」概念取代原案，經多次提審並變更樓層設計、建築基地位置，教育部於2005年4月4日、5月2日核定學習資源中心案，核予新台幣3.5億補助。另在校長劉炯朗穿梭下，旺宏電子董事長胡定華並於2001年12月10日偕同劉炯朗宣布由旺宏電子挹注新台幣3億元，資助學習資源中心興建，而後並於2010年宣布捐贈1億元以支應學習資源中心內部裝修所需；其中2001年的3億元捐助亦創下當時台灣的企業資助單一大學之最高金額紀錄。:4:6
學習資源中心於2008年11月24日申報開工、2008年12月8日正式動土，2011年完成土建工程，並在2013年3月4日由校長陳力俊與旺宏電子董事長吳敏求暨全校300餘名師生以「手傳手」方式自原圖書館總館所在之第二綜合大樓傳遞最後一批藏書至學習資源中心。學習資源中心始於2013年4月11日經啟用儀式正式啟用。

## 建築
學習資源中心由羅興華建築師事務所設計，為一現代主義建築；建築布局配合國立清華大學校本部早期校舍之東－西走向軸線設計，及近代建物的西南－東北走向軸線設計，將前棟設計為橢圓形、後棟設計為「L」形布局之建物；建築外觀上採白色及粉褐色系設計；平面配置上如一滑鼠及一敞開的書籍，強調圖書館的服務角色由傳統「以書為主體」轉變為「以學習為主體」的理念。:7:5:1-1
前後兩棟分別採用鋼結構及鋼筋混凝土結構，前棟樓高4層、地下1層；後棟樓高7層、地下1層。由大三億營造股份有限公司承建土木工程、互立機電工程股份有限公司承建機電工程，學習資源中心造價約新台幣9.953億元，總樓地板面積約35,026平方公尺，其中圖書館使用面積約20,293平方公尺。:6:5

### 設施
學習資源中心前棟設有國際會議廳、遠距教室、夜讀區，後棟設有國立清華大學圖書館總館與行政中樞，兩棟建物主要出入口位於其間的穿堂。圖書館區域內部並建置學習共享區、逗留點、清沙龍、電腦共學區、視聽媒體聆賞區、討論室、閱覽區、研究小間、手機亭、發呆區、校史展示區、清華書房等區域、設施，並採UHF RFID智慧型圖書管理系統。

### 基地
學習資源中心的建築基地位於國立清華大學校本部北校區內核心區域，為校園內公務區、教學區與宿舍區往來動線之交會點，原址為材料科學中心、科學儀器中心。地質屬更新世地層，形狀近似方形，東臨校園內重要象徵大草坪，面積約9,413.08平方公尺、實際使用之建築面積約5,220.43平方公尺。:31~33、36

在規劃階段，國立清華大學曾提出A、B、C、D等4建築基地預案。B方案位於駐衛警察隊廳舍現址，面積僅約2,000平方公尺；位於南校區的C方案為國立清華大學校本部校區邊緣，且屬生態保護區；經該校評估，BC兩案均不符實需。至需拆除小吃部及明齋、平齋、善齋作為建築基地的A方案雖經校長劉炯朗主持該校校務發展委員會於2000年選定，然因交通、環境可能造成之影響及長期發展腹地受限，經校長徐遐生於2004年6月25日主持校務發展委員會決議更換為現址。:2:6:28~31

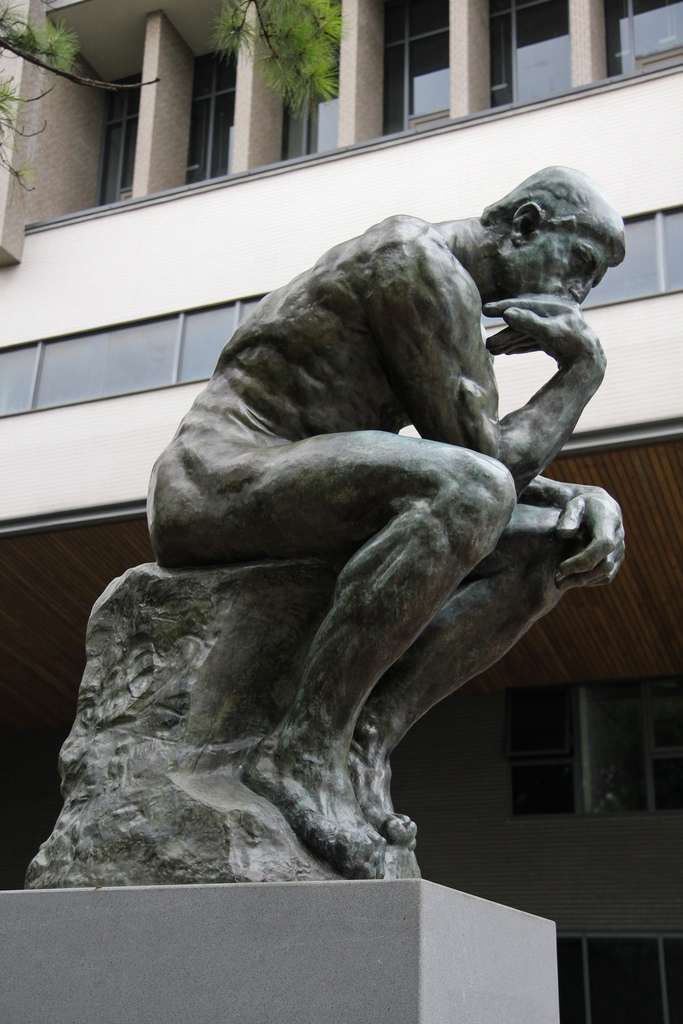
學習資源中心一旁的廣場設置的沉思者銅雕。

學習資源中心一旁的廣場置有國立清華大學校友謝宏亮捐贈的沉思者巨型銅雕紀念碑一座。該雕像為Valsuani鑄造廠所鑄，編號為25/25。